# 臺中國際展覽館
臺中國際展覽館（英語：Taichung International Exhibition Center，簡稱TCIEC，或稱烏日會展中心）是座落在臺中市烏日區的展覽館，鄰近高鐵台中站、臺鐵新烏日車站與台中捷運綠線高鐵台中站。臺中市政府經濟發展局以BOT模式向高鐵局承租土地興建有1100攤位的臨時展場，2017年10月啟用，委託營運合約至2022年6月14日，得展延一次至2024年6月14日止。
為讓臺中產業能發揮「前店後廠」優勢，臺中市政府提出烏日、水湳「雙會展中心」政策，定位不同：烏日會展中心以內需為主，水湳國際會展中心則以國際會議和消費展為主。

## 歷史
2015年，臺中市政府規劃烏日會展中心，總面積約6.3公頃，興建經費預估新臺幣12億元，可容納2,019攤位。
2017年，臺中市政府改以BOT模式由永佳國際興業股份有限公司得標，興建可容納1100個攤位的臨時展館，10月啟用此暫時性建築，但臺中市政府仍依法令規定取得第一類建築物臨時性建築使用許可，委託廠商搭建展館，外觀使用平面烤漆板包覆，屋頂使用四合一雙層隔熱鋼板施作，材質並非一般俗稱的鐵皮屋。

## 外部連結
- 臺中國際展覽館 （页面存档备份，存于）（中文）
- 臺中國際展覽館的Facebook專頁